# Wacław Czyżewski (generał)
Wacław Czyżewski, właśc. Wacław Raś, ps. Kora, Im (ur. 25 kwietnia 1917 w Kolonii Zielonce, zm. 30 stycznia 2002 w Warszawie) – polski dowódca wojskowy, oficer Gwardii Ludowej i Armii Ludowej, generał dywizji Wojska Polskiego, zastępca dowódcy Śląskiego Okręgu Wojskowego (1959–1963), zastępca komendanta Wojskowej Akademii Technicznej (1963–1968), szef polskiej misji w Międzynarodowej Komisji Kontroli i Nadzoru w Korei (1968–1969), szef Wojsk Obrony Wewnętrznej (1970–1974), zastępca Głównego Inspektora Obrony Terytorialnej (1974–1984), działacz komunistyczny.

## Życiorys

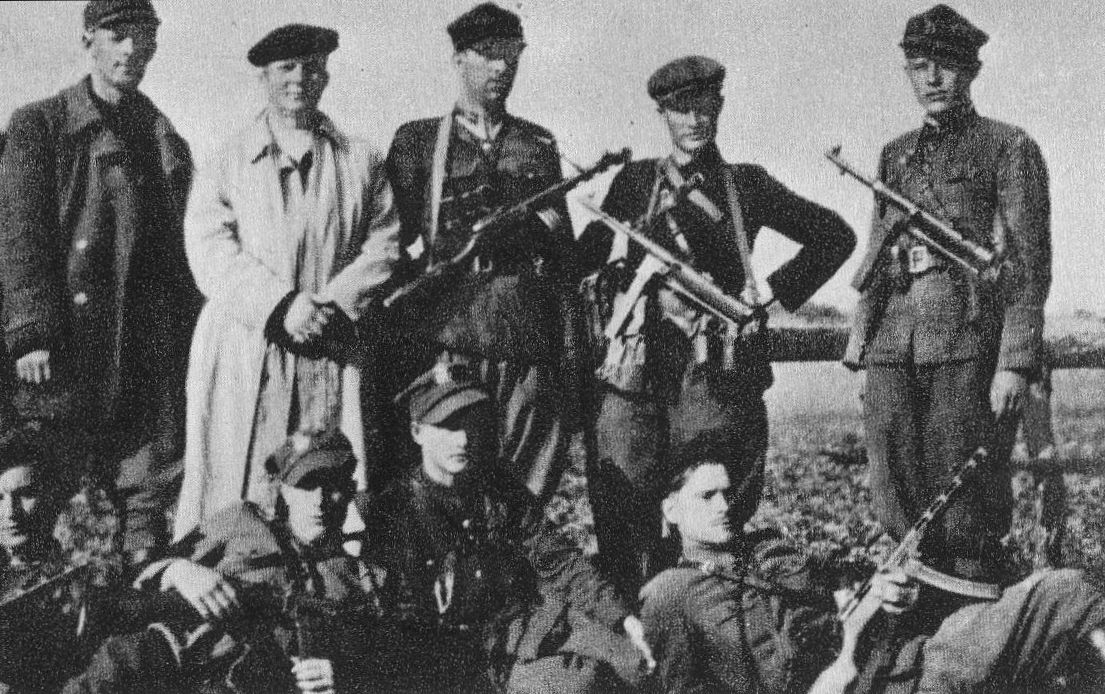
Wacław Czyżewski (stoi pierwszy z prawej) w partyzantce, 1944

Urodził się 25 kwietnia 1917 w Kolonii Zielonce w powiecie kraśnickim. W latach 30. XX wieku pracował w Warszawie jako murarz i był związany z ruchem komunistycznym – działał w Związku Młodzieży Wiejskiej RP „Wici” i Związku Zawodowym Robotników Budowlanych pozostającym pod wpływami KPP; podawane przez niego samego w życiorysach informacje o przynależności do KZMP i KPP są niepewne. 12 sierpnia 1940 aresztowany przez Niemców podczas łapanki, zbiegł z transportu kolejowego.
Od 1941 działacz RChOB, następnie jeden z organizatorów i działaczy PPR na Lubelszczyźnie. Oficer Gwardii Ludowej i Armii Ludowej, komisarz poczty, sekretarz okręgu i szef wydziału w Obwodzie AL Lublin. Komendant ochrony Sztabu Głównego AL i dowódca ochrony osobistej gen. Michała Roli-Żymierskiego.
Od 1944 w Wojsku Polskim, komendant ochrony SG, od 1946 dowódca pułku piechoty. Na początku lat 50. zwolniony z wojska i poddany represjom, po październiku 1956 powrócił do służby. W 1957 awansowany na generała brygady, a w 1970 na generała dywizji.
Dowódca 1 Dywizji Zmechanizowanej (1956–1959), zastępca dowódcy Śląskiego Okręgu Wojskowego ds. liniowych (1959–1963), zastępca komendanta Wojskowej Akademii Technicznej ds. liniowych (1963–1968), szef polskiej misji w Międzynarodowej Komisji Kontroli i Nadzoru w Korei (1968–1969), szef Wojsk Obrony Wewnętrznej (1970–1974), a od 1974 roku zastępca Głównego Inspektora Obrony Terytorialnej ds. organizacji paramilitarnych. Od 1984 w stanie spoczynku. Oficjalnie pożegnany przez ministra obrony narodowej, gen. broni Floriana Siwickiego w związku z zakończeniem zawodowej służby wojskowej.
Działacz PPR i PZPR. Od maja 1972 do 1985 wiceprezes Zarządu Głównego Związku Bojowników o Wolność i Demokrację. Wydał wspomnienia z lat okupacji (Więc zarepetuj broń). W latach 80. stał na czele Komitetu Budowy Pomnika „Poległym w Służbie i Obronie Polski Ludowej”, który został odsłonięty w Warszawie 22 lipca 1985 roku.
Jego synem jest Piotr Czyżewski, w rządzie Leszka Millera minister skarbu państwa. 

## Awanse
W trakcie wieloletniej służby w ludowym Wojsku Polskim otrzymywał awanse na kolejne stopnie wojskowe:
- podporucznik Gwardii Ludowej – 1942
- porucznik - 1944
- kapitan - 1944
- major - 1944
- podpułkownik - 1947
- pułkownik - 1953
- generał brygady - 1957
- generał dywizji - 1970

## Odznaczenia
- Wpis do Honorowej Księgi Czynów Żołnierskich (9 maja 1985)
- Krzyż Komandorski Orderu Odrodzenia Polski
- Krzyż Oficerski Orderu Odrodzenia Polski
- Krzyż Kawalerski Orderu Odrodzenia Polski
- Order Sztandaru Pracy I klasy
- Order Sztandaru Pracy II klasy
- Order Krzyża Grunwaldu III klasy
- Krzyż Walecznych
- Krzyż Partyzancki
- Złoty Krzyż Zasługi (1946)[3]
- Medal za Warszawę 1939–1945
- Medal za Odrę, Nysę, Bałtyk
- Medal Zwycięstwa i Wolności 1945
- Medal „Za udział w walkach w obronie władzy ludowej”
- Medal 30-lecia Polski Ludowej
- Medal 40-lecia Polski Ludowej
- Złoty Medal „Siły Zbrojne w Służbie Ojczyzny”
- Srebrny Medal Siły Zbrojne w Służbie Ojczyzny
- Brązowy Medal Siły Zbrojne w Służbie Ojczyzny
- Medal „Za udział w walkach o Berlin”
- Złoty Medal „Za zasługi dla obronności kraju”
- Srebrny Medal Za zasługi dla obronności kraju
- Brązowy Medal Za zasługi dla obronności kraju
- Odznaka Grunwaldzka
- Medal „100 lat ruchu robotniczego w Polsce” (1982)[4]
- Odznaka „Za Zasługi dla ZBoWiD”
- Medal im. Ludwika Waryńskiego (1986)[5]
- Medal "Za długoletnią, ofiarną służbę" (nadany przez ministra obrony narodowej, 1983)
- Srebrna Odznaka honorowa „Za Zasługi dla Warszawy” (1970)[6]
- Odznaka Honorowa "Za zasługi dla Lubelszczyzny" (1969)[7]
- Krzyż Wojenny Czechosłowacki 1939 (Czechosłowacja)
- Order Czerwonego Sztandaru (ZSRR)
- Medal „Za wyzwolenie Warszawy” (ZSRR)
- Medal „Za zwycięstwo nad Niemcami w Wielkiej Wojnie Ojczyźnianej 1941–1945” (ZSRR)
- Medal jubileuszowy „Dwudziestolecia zwycięstwa w Wielkiej Wojnie Ojczyźnianej 1941–1945” (ZSRR)
- Medal jubileuszowy „Trzydziestolecia zwycięstwa w Wielkiej Wojnie Ojczyźnianej 1941–1945” (ZSRR)
- Medal jubileuszowy „Czterdziestolecia zwycięstwa w Wielkiej Wojnie Ojczyźnianej 1941–1945” (ZSRR)